# Szegedi Zoltán
Szegedi Zoltán (Szakmár, 1941. március 10. –) festőművész és grafikus.
1963-ban végzett Szegeden a tanárképző főiskolán, majd 1973-ban a Képzőművészeti Egyetemen szerzett diplomát. Dunaújvárosban, majd Székesfehérváron élt és alkotott, 2003-tól pedig Budán van az otthona. 1972-től vesz részt kiállításokon, egyéni kiállításai mellett (Dunaújváros, Székesfehérvár, St Moritz, Heideinheim, Amszterdam), az ország jelentős csoportos kiállításain is rendszeresen szerepelt. A dunaújvárosi évek alatt számos, a vasmű életét ábrázoló képe született, de elsősorban portréi és tájak ihlette expresszív jellegű alkotásai jelentősek.